# هايدن أندرسون
هايدن أندرسون (3 يوليو 1980 في نيوزيلندا - ) (بالإنجليزية: Hayden Anderson)‏ هو لاعب كريكت نيوزلندي.

## وصلات خارجية
- هايدن أندرسون على موقع إي آس بي آن كريك إنفو (الإنجليزية)